# Тюрк-Маала
Тюрк-Маала (кирг. Түрк-Маала) — село в Сузакском районе Джалал-Абадской области Кыргызстана. Входит в состав Барпынского айылного аймака.

## География
Село расположено в юго-восточной части области, вблизи государственной границы с Узбекистаном, на расстоянии приблизительно 10 километров (по прямой) к востоко-юго-востоку от села Сузак, административного центра района. Абсолютная высота — 736 метров над уровнем моря.

## Население
Согласно оценочным данным Национального статистического комитета Кыргызской Республики, численность населения села на начало 2023 года составляла 1139 человек.
| год     | 2009 | 2014 | 2015 | 2020 | 2021 | 2023 |
| ------- | ---- | ---- | ---- | ---- | ---- | ---- |
| человек | 711  | 818  | 884  | 1086 | 1104 | 1139 |